# Parapronoe parva
Parapronoe parva is een vlokreeftensoort uit de familie van de Pronoidae. De wetenschappelijke naam van de soort is voor het eerst geldig gepubliceerd in 1879 door Claus.